# Oweniidae
Oweniidae je čeleď kroužkovců, společně s čeledí Magelonidae utvářející sesterskou skupinu vůči všem ostatním zástupcům tohoto živočišného kmene.

## Systematika
Prvním popsaným zástupcem čeledi Oweniidae se stal druh Owenia fusiformis, jehož popisnou autoritu představuje Delle Chiaje (1844). Grube (1846) týž druh popsal pod dnes synonymizovaným pojmenováním Ammochares ottonis a toto jméno mylně využil Malmgren (1867) k vytyčení čeledi Ammocharidae. Teprve Rioja (1917) oba rody synonymizoval v rámci nově vytyčené čeledi Oweniidae a je pokládán za její popisnou autoritu.
Databáze WoRMs uvádí v rámci čeledi Oweniidae následující rody:
- Galathowenia Kirkegaard, 1959 (= Psammocollus Grube, 1866)
- Myriochele Malmgren, 1867 (= Myrioglobula Hartman, 1967)
- Myriowenia Hartman, 1960
- Owenia Delle Chiaje, 1844 (= Ammochares Grube, 1846; = Mitraria Müller, 1851; = Ops Carrington, 1865)

Čeleď Oweniidae byla tradičně řazena mezi sedivce (Sedentaria), avšak jen zřídkakdy se dočkala sdružování s jinými taxony kroužkovců. Rouse a Fauchald (1998) předpokládali příbuzenský vztah s kroužkovci řádu Sabellida, resp. vláknonošci. Konsensuální pohled k roku 2024, založený na velkém množství molekulárních markerů, klasifikuje čeleď Oweniidae společně s čeledí Magelonidae v rámci kladu Oweniida (= Pal[a]eoannelida), jenž představuje sesterskou skupinu vůči všem zbývajícím zástupcům kroužkovců.

## Charakteristika

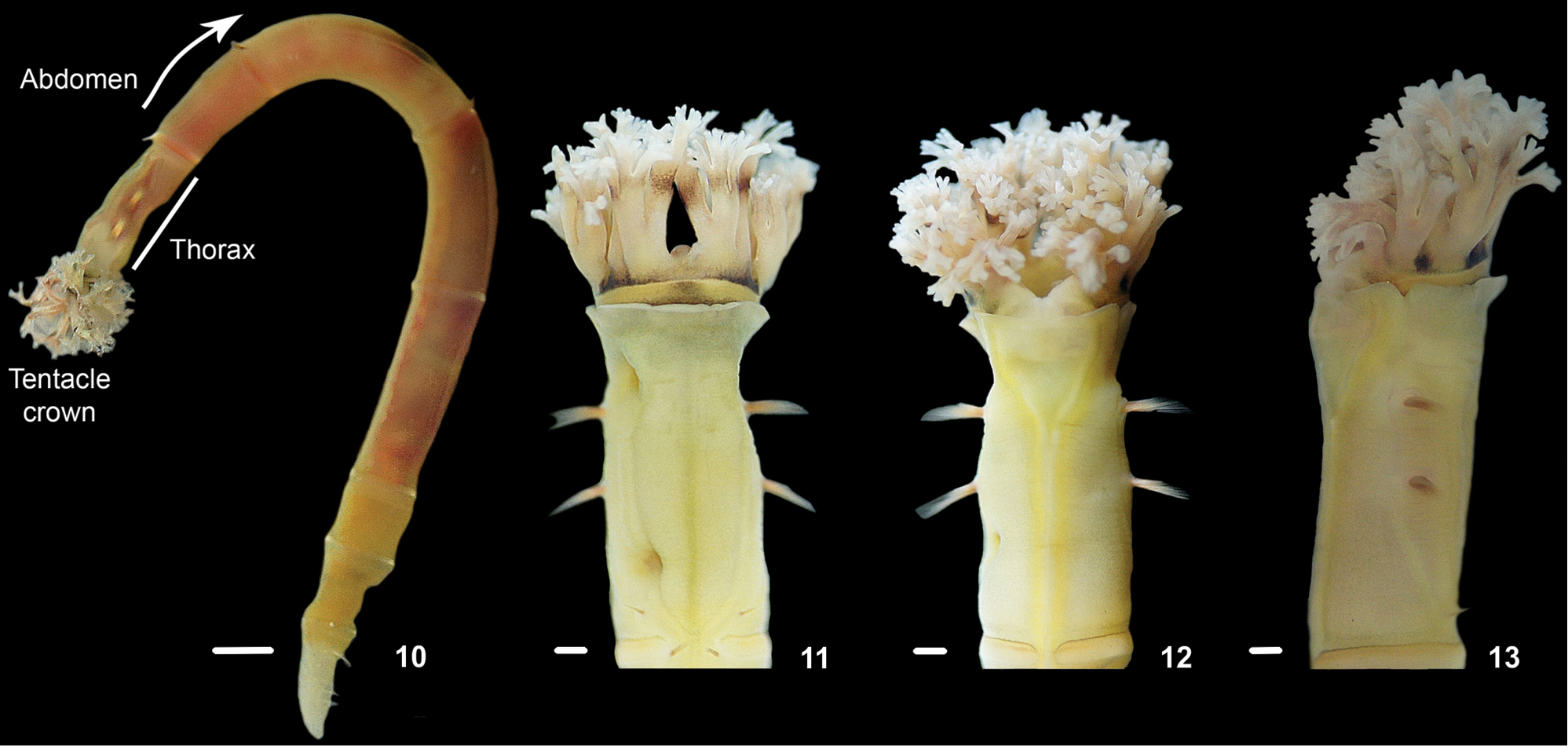
Owenia caissara

Čeleď zahrnuje méně než 50 vesměs menších druhů, dosahujících velikosti maximálně 100 mm. Tělo je protáhlé a válcovité, tvořené 20 až 30 články, jeho přední polovina může být tmavě pigmentovaná. Tito kroužkovci žijí v protáhlých rourkách, přičemž díky velkému množství malých háčků na neuropodiích bývá extrémně obtížné je z těchto rourek neporušené vytáhnout. Rourky obvykle pokrývají zrnka písku, úlomky lastur, spikuly houbovců nebo schránky dírkonošců (Foraminifera). Morfologie hlavové části je u zástupců čeledi Oweniidae značně rozmanitá: u rodu Myriochele se hlava podobá kulatému laloku bez zřetelného oddělení prostomia a peristomia, u rodu Galathowenia tvoří prostomium a peristomium tzv. hlavový límec, rod Myriowenia má pár rýhovaných palpů, rod Owenia má peristomium přetvořené do výrazné laločnaté „koruny“. Smyslové orgány jsou, vyjma očí rodu Galathowenie a Owenia, obecně špatně vyvinuty. Nervové provazce jsou intraepidermální.
Všechny známé druhy z čeledi Oweniidae žijí v moři, typicky v sedimentech do hloubek 200 m. Vyskytují se celosvětově, a to včetně arktického a antarktického regionu. V mělkých mořských sedimentech mohou zástupci čeledi Oweniidae dominovat, např. v Lamanšském průlivu dosahují populace Owenia fusiformis hustoty i více než 1000 jedinců/m2, byť rozšíření v prostoru a čase bývá extrémně nerovnoměrné. Potravu tito červi získávají z povrchových sedimentů anebo vodního sloupce. Samice Owenia fusiformis ročně kladou asi 70 000 vajíček, přičemž se dožívají až 4 let. Vývoj probíhá přes planktonní larvu mitrarii, jež se znatelně odlišuje od původní trochorofové larvy, a kombinuje znaky prvoústých a druhoústých živočichů; blastoporus se mj. pro prvoústé netypicky přetváří na řitní otvor. Segmentované tělo se vyvíjí uvnitř larvy jako „juvenilní rudiment“ a v průběhu tzv. „katastrofické metamorfózy“ dojde k odvržení velké části larválního těla a usazení juvenilního červa na dně. Podrobný popis ontogeneze rodu Owenia poskytli Wilson (1932) a Smart & von Dassow (2009).